# Ernst Thomaschky
Ernst Karl Fritz Thomaschky (* 11. März 1895 in Jodlauken; † 15. Februar 1979) war ein deutscher Fußballfunktionär und -schiedsrichter. Vor dem Zweiten Weltkrieg war der hauptberufliche Kaufmann als Autor insbesondere  von touristischen Büchern über Ostpreußen in Erscheinung getreten, als Heimatvertriebener war er später journalistisch für die Zeitung Das Ostpreußenblatt tätig.

## Werdegang
Thomaschky lebte ab spätestens Mitte der 1920er Jahre in Tilsit, 1921 hatte er an der philosophischen Fakultät der Albertus-Universität Königsberg über „Das Überfremdungsproblem bei den deutschen Aktiengesellschaften“ promoviert. Dort engagierte er sich im Fußballbereich und leitete 1927 und 1928 als Schiedsrichter Länderspiele der lettischen Nationalmannschaft, als diese auf Estland (4:1-Erfolg) bzw. Schweden (0:4-Niederlage) traf. Später war er Vorsitzender des Tilsiter SC, der 1929 aus dem Zusammenschluss des SC Lituania Tilsit und dem im Zuge der Reinlichen Scheidung aus dem MTV Tilsit ausgegründeten Verein für Körperübungen Tilsit entstanden war. Zuvor war er als Fußball- und Eishockeyspieler aktiv gewesen. Nach dem Zweiten Weltkrieg gründete sich der Verein in Hannover als Traditionsgemeinschaft, dabei nahm er in der Folge an den jährlichen Erinnerungstreffen teil. 1975 erhielt er die silberne Ehrennadel des Klubs.
Hauptberuflich als Kaufmann tätig veröffentlichte Thomaschky in den 1930er Jahren touristische Bücher über Ostpreußen. Diese erschienen teilweise in der Bundesrepublik als Nachdrucke. Für das Ostpreußenblatt verfasste er unregelmäßig Artikel, in denen er an das Ostpreußen vor dem Krieg erinnerte.